# Bulbophyllum biantennatum
Bulbophyllum biantennatum là một loài phong lan thuộc chi Bulbophyllum.